# Jones (Isabela)
Jones is een gemeente in de Filipijnse provincie Isabela in het noordoosten van het eiland Luzon. Bij de laatste census in 2007 had de gemeente ruim 41 duizend inwoners.

## Geografie

### Bestuurlijke indeling
Jones is onderverdeeld in de volgende 42 barangays:
| - Abulan - Addalam - Arubub - Bannawag - Bantay - Barangay I - Barangay II - Barangcuag - Dalibubon - Daligan - Diarao - Dibuluan - Dicamay I - Dicamay II | - Dipangit - Disimpit - Divinan - Dumawing - Fugu - Lacab - Linamanan - Linomot - Malannit - Minuri - Namnama - Napaliong - Palagao - Papan Este | - Papan Weste - Payac - Pongpongan - San Antonio - San Isidro - San Jose - San Roque - San Sebastian - San Vicente - Santa Isabel - Santo Domingo - Tupax - Usol - Villa Bello |

## Demografie
Jones had bij de census van 2007 een inwoneraantal van 41.237 mensen. Dit zijn 2.236 mensen (5,7%) meer dan bij de vorige census van 2000. De gemiddelde jaarlijkse groei komt daarmee uit op 0,77%, hetgeen lager is dan het landelijk jaarlijks gemiddelde over deze periode (2,04%). Vergeleken met de census van 1995 is het aantal mensen met 6.568 (18,9%) toegenomen.

De bevolkingsdichtheid van Jones was ten tijde van de laatste census, met 41.237 inwoners op 670,14 km², 61,5 mensen per km².